# Isabel Gravitt
Isabel Gravitt (* 19. August 2003 in Whittier, Kalifornien) ist eine US-amerikanische Schauspielerin.

## Leben
Erste Erfahrungen als Schauspielerin erzielte Gravitt 2012 im Actionthriller Transit, 2013 im Kurzfilm House Call sowie 2015 im Fernsehfilm The History of Us.
Ab 2016 war sie in 5 Folgen der Fernsehserie American Housewife als Alice McCarthy zu sehen.
2020 wirkte sie in 4 Folgen der Miniserie Kleine Feuer überall (Little Fires Everywhere), die im Mai 2020 bei Prime Video erschienen ist, mit.
2022 spielte sie in der Netflix-Miniserie The Watcher die Rolle von Ellie Brannock.

## Filmografie (Auswahl)
- 2013: House Call (Kurzfilm)
- 2015: The History of Us (Fernsehfilm)
- 2016: Schreck-Attack (Fernsehserie, Folge 1x02 Crushed)
- 2016–2017: American Housewife (Fernsehserie, 5 Folgen)
- 2017: Die wunderbare Reise der Lucy – Auf der Suche nach Fellini (In Search of Fellini)
- 2017: Little Fires Everywhere (Miniserie bei Prime Video, 4 Folgen)
- 2018: Cucuy: The Boogeyman
- 2022: The Watcher (Miniserie bei Netflix, 7 Folgen)
- 2024: Flycatcher – Survival Has Its Price (Dead Sea)
- 2025: Your Friends and Neighbors (Fernsehserie, 9 Folgen)